# Sankov
Sankov (del ruso: Саньков) es un jútor del raión de Otrádnaya del krai de Krasnodar, en Rusia. Está situado en un área premontañosa y boscosa de las vertientes septentrionales del Cáucaso Norte, en la orilla izquierda del río Urup, 15 km al sureste de Otrádnaya y 226 km al sureste de Krasnodar, la capital del krai. Tenía 128 habitantes en 2010.
Pertenece al municipio Malotenguínskoye.